# Porto (stad)
Porto  is een Portugese gemeente en havenstad in het noordwesten van Portugal, aan de Costa Verde.
Porto is gebouwd aan de noordoever van de rivier de Douro. Het is de op een na grootste stad van Portugal na Lissabon. De gemeentes Sintra en Vila Nova de Gaia hebben weliswaar meer inwoners dan de gemeente Porto, maar in tegenstelling tot Lissabon en Porto wonen die niet allemaal in de stad (in het geval van Vila Nova de Gaia) of het dorp (in het geval van Sintra) met die namen. In 2021 telde de stad 231.800 inwoners; de agglomeratie Groot-Porto telde toen 1,8 miljoen inwoners. De stad was in 2001 culturele hoofdstad van Europa, samen met Rotterdam.
Porto is vooral bekend als herkomstplaats van port(o)wijn, die in Vila Nova de Gaia (gelegen tegenover Porto op de zuidoever van de rivier de Douro) wordt gelagerd, en van daaruit over de gehele wereld wordt geëxporteerd. Vroeger heette de stad Cale en later Portucale, waar de landsnaam Portugal van is afgeleid.

## Geschiedenis

Romeinse muur rond Cale

Romeinse wegen rond Portus Cale

Muralhas Fernandinas

### Prehistorie en Romeinse Tijd
Archeologisch onderzoek gedurende de laatste twee decennia van de twintigste eeuw heeft aangetoond dat de ongeveer 75 meter hoge heuvel waarop nu de Sé (kathedraal) staat (morro da Pena Ventosa) continu bewoond is sinds het einde van de bronstijd. Ten tijde van de verovering van het gebied door de Romeinen in 137 V.C. werd deze nederzetting Cale genoemd. In de derde eeuw werd rond deze nederzetting een muur gebouwd, die bekendstond onder verschillende namen: Muralha Primitiva, Cerca Velha of Muralha Românica, en ook wel foutief als Muralha Sueva naar de latere overheersers. Met een omtrek van ongeveer 750 meter omvatte deze muur een gebied van ongeveer 4 ha.
Er ontstond aan de rivieroever een tweede nederzetting, Portus Cale (Haven van Cale), later bekend als Portucale. Dit werd een belangrijke schakel in de wegen tussen de Romeinse provincies Hispania Lusitania ten zuiden van de Douro en Gallaecia ten noorden van deze rivier. Tegen het einde van de Romeinse overheersing was Portucale de naam waarmee de streek rond de stad werd aangeduid.

### Vroege en Hoge Middeleeuwen
Met het verdwijnen van de Romeinse overheersing werd Gallaecia, en daarmee ook Porto het gebied van de Sueben, die op hun beurt in 585 het onderspit dolven tegen de Visigoten. Beide Germaanse volken gingen na enige tijd geheel op in de veel talrijker Vulgair Latijn-sprekende bevolking. Op munten uit de laatste decennia van de zesde- en eerste decennia van de zevende eeuw tijdens het bewind van de Visigotische koningen Leovigild, Reccared I, Liúva II en Sisebut komen de opschriften Portucal en Portocal voor.
In 716 werden de stad en omgeving ingenomen en vernield door de Moren. In 750 deed Alfons I van Asturië een poging het gebied te heroveren, maar in de erop volgende eeuw waren de stad en omgeving vrijwel ontvolkt. Het was Vímara Peres die in 868 het gebied in bezit bracht van koning Alfons III van Asturië en de herbevolking op gang bracht. Hetzelfde jaar werd Vímara Peres de eerste graaf van Portucale.
Ten tijde van de aanval van Almanzor op Santiago de Compostela in 997 kwam Portucale tijdelijk in bezit van de Saracenen. In 999 werd de stad veroverd door Dom Munio Viegas. In de erop volgende eeuw werd het gebied geregeld binnengevallen door de Normandiërs.
In de twaalfde eeuw maakte de stad belangrijke ontwikkelingen door. De dreiging van de Moren en Normandiërs was zo goed als verdwenen. De stad kreeg stadsrechten, de oude muren uit de Romeinse tijd werden herbouwd en er werd begonnen met de bouw van de Sé (kathedraal). In de dertiende eeuw nam de bebouwing buiten de stadsmuren toe, mede door de stichting hier van de eerste kloosters door de Franciscanen en de Dominicanen. Langs de rivier werd het gebied bebouwd westelijk van de huidige Praça da Ribeira. Deze bebouwing groeide spoedig samen met het al bestaande Miragaia, een kleine nederzetting van vissers en scheepsbouwers.

### Late Middeleeuwen en Vroegmoderne Tijd
In 1370 kwam een nieuwe ring van stadsmuren, de Muralhas Fernandinas gereed, ook wel de Cerca Nova of Muralha Gótica genoemd. Hiermee kwam niet alleen het gebied dat in de dertiende en veertiende eeuw bebouwd werd, maar ook de benedenloop van de Rio da Vila, een klein zijriviertje van de Douro binnen de stadsmuren te liggen. De nieuwe muren hadden een omtrek van ongeveer 2,6 km en omvatten een gebied van ongeveer 44 ha. In het laatste decennium van de veertiende eeuw werd op initiatief van koning Dom João I begonnen met de aanleg van de Rua Nova een van de eerste voorbeelden van stadsplanning. Het zou ongeveer een eeuw duren voordat de Rua Nova gereed was.
Aan het eind van de vijftiende eeuw was het Largo de São Domingos het centrale plein van de stad. In 1521 werd de Rua de Santa Catarina das Flores aangelegd.
Vanaf de vijftiende t/m de zeventiende eeuw werden er kloosters gesticht door de Clarissen, de orde van Sint-Eligius, de Benedictinessen, de Johannieter, de Benedictijnen, de Jezuïeten en de Karmelieten. Deze kloosterorden vertegenwoordigden een grote economische en politieke macht, niet alleen in Porto maar in het gehele land. In de achttiende eeuw ontstonden een groot aantal bouwwerken in de barokstijl, waarvan de belangrijkste ontworpen werden door de Italiaanse architect Niccolò Nasoni. De verdere groei van de stad zorgde In de tweede helft van de achttiende eeuw voor bouwactiviteiten buiten de stadsmuren en de gedeeltelijke afbraak van deze laatsten. In 1763 werd de Junta das Obras Públicas (Bestuur van Openbare Werken) ingesteld door koning Jozef I. Deze organisatie introduceerde een rationele benadering van het ontwerp van de stad met betrekking van aspecten zoals licht, hygiëne en gezondheid. Er werden een aantal belangrijke nieuwe straten aangelegd, waaronder de Rua de Cedofeita en de Rua da Santa Catarina.

### Oorlog tegen Frankrijk
Tijdens de Guerra Peninsular vielen Franse troepen van het Napoleontische Keizerrijk drie keer Portugal binnen om het Continentaal Stelsel af te dwingen. De eerste invasie vanuit het oosten bij Alcântara was in oktober 1807, terwijl een tweede legermacht bij Valença het land binnenviel en het noorden, inclusief Porto bezette. De Fransen waren begin oktober 1808 met behulp van de Engelsen onder Arthur Wellesley, verdreven. In en rond Porto waren nauwelijks gevechten geweest, maar de Franse bezettingsmacht had zich wel snel gehaat gemaakt bij de bevolking.
In maart 1809 vielen de Fransen Portugal opnieuw binnen, dit keer vanuit het noorden bij Chaves. Op 29 maart was de Eerste Slag om Porto. De verdediging bestaande uit ongeveer 4500 getrainde militairen ondersteund door 10.000 licht bewapende en nauwelijks getrainde leden van de lokale milities en 9.000 gewapende burgers was geen partij voor het goed getrainde, ervaren en zwaarbewapende Franse leger van ongeveer 24.000 man. Aan Portugese zijde werden ongeveer 8.000 man gedood en aan de Franse zijde ruim 2.000. De burgers van de stad probeerden massaal te vluchten via de Ponte das Barcas, een primitieve schipbrug over de rivier. De brug bezweek onder de mensenmassa en duizenden verdronken in de rivier. Een andere Portugese legermacht wist echter de aanvoerlijn van de Fransen af te snijden. Op 12 mei arriveerde de gecombineerde Engels-Portugese legermacht onder bevel van Wellesley vanuit het zuiden en wist dezelfde dag de stad weer in te nemen. Een week later waren de Fransen opnieuw geheel uit Portugal verdreven.

In juli 1810 viel het Franse leger Portugal voor de derde keer binnen, ditmaal via Almeida in het noordoosten. In mei 1811 waren ze ook voor de derde keer verdreven door de Portugees-Engelse legermacht onder Wellesley. Porto en omgeving hadden deze keer niet te lijden onder de oorlog of de Fransen.

### Burgeroorlog en het beleg van Porto

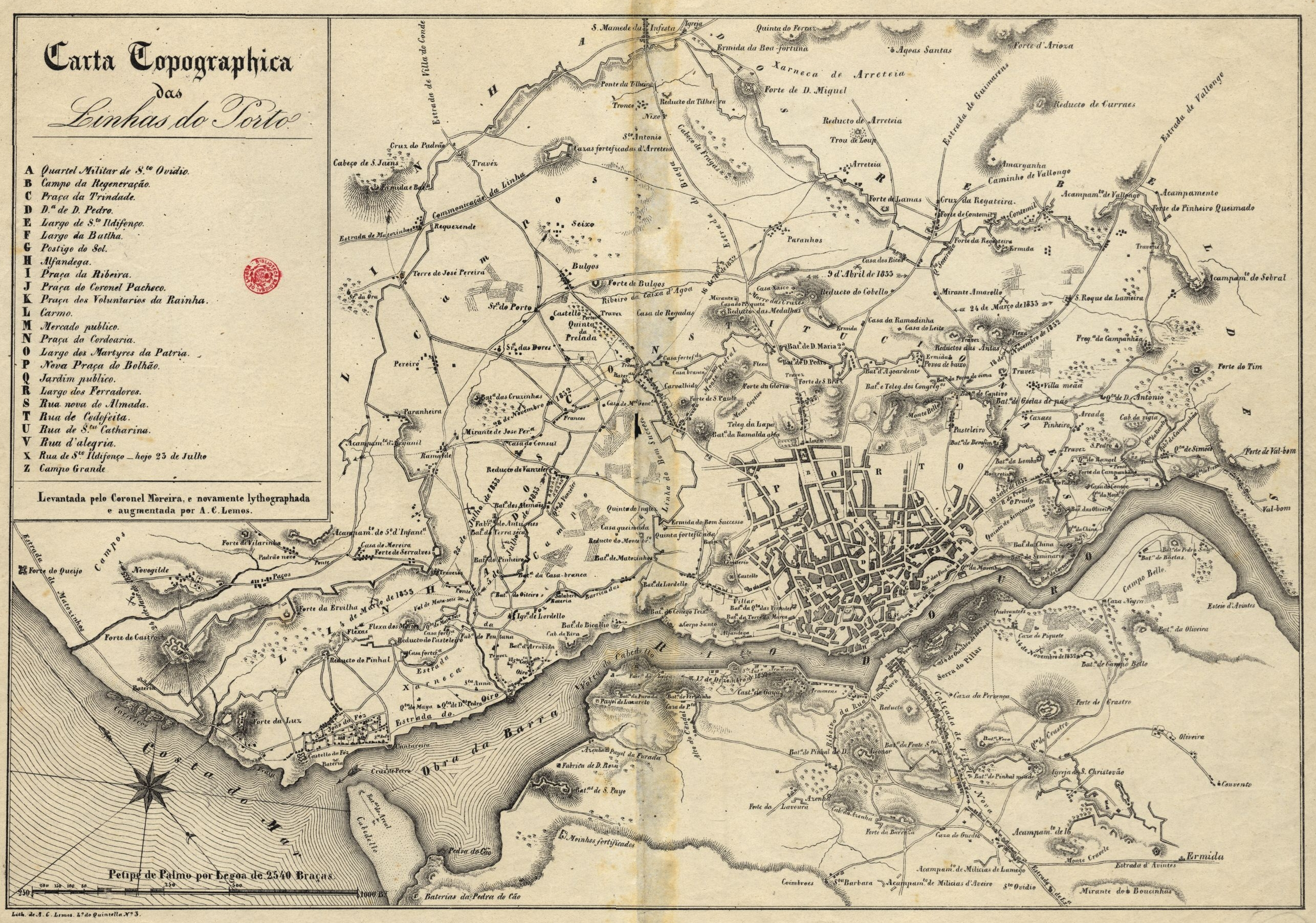
Beleg van Porto

Van 1828 t/m 1834 woedde in Portugal een burgeroorlog tussen de absolutistische gezinde Michaël I en zijn aanhangers en de liberaal gezinde Peter IV en zijn aanhangers. Uiteindelijk werd de strijd in 1834 beslist in het voordeel van de liberalen, maar in 1832 was het land vrijwel geheel in handen van de absolutisten. Porto was echter in handen van de liberalen en werd van juli 1832 tot augustus 1833 belegerd door het leger van Michaël I. De stad werd zwaar beschadigd door beschietingen door het absolutistische leger, o.a. uitgevoerd vanaf het hoog gelegen Serra do Pilar aan de overzijde van de rivier. De bevolking leed zwaar door honger en cholera en typhus epidemieën, maar de stad hield stand en werd uiteindelijk ontzet door het liberale leger aangevoerd door Saldanha.
De kloosterorden hadden tijdens de burgeroorlog de absolutistische partij gesteund. In 1834 werden de mannelijke kloosterorden ontbonden terwijl de vrouwelijke kloosterorden geen novices meer mochten aannemen en daardoor geleidelijk ook zouden verdwijnen. Door deze maatregelen verloren de kloosterorden ook in Porto hun economische en politieke macht.

### Moderne Tijd
Hoewel in Portugal de industrialisatie nooit de omvang had zoals in de meeste andere Europese landen, werden er, zeker in en rond de steden tal van fabrieken gebouwd. Dat gebeurde ook in de buitengebieden van de stad, zoals Bonfim, Massarelos, Cedofeita, Lordelo do Ouro en Ramalde. Er werden in de stad speciale markten gebouwd, de eerste parken werden aangelegd (Cordoaria, São Lazaro), en begonnen met de aanleg van systemen voor stromend water en riolering. Ook werd er straatverlichting met gas geïntroduceerd. Er werden nieuwe bredere straten aangelegd. De eerste vaste bruggen over de rivier werden gebouwd. Er werden tramlijnen aangelegd. De stad werd aangesloten op het spoorwegnet. Aan de kust ten noorden van de stad werd de haven van Leixões gebouwd. De havenactiviteiten zouden zich geleidelijk van de rivier hiernaartoe verplaatsen. Gedurende de negentiende eeuw werd enkele keren buitengebied aan de stad toegevoegd, totdat in 1895 de huidige gemeentegrens was bereikt.
Gedurende de eerste helft van de twintigste eeuw ontwikkelde de stad zich verder. Het dicht bebouwde gebied ten noorden van de Praça da Liberdade werd gesloopt voor de aanleg van de Avenida dos Aliados. De Praça da Liberdade was nu het centrale plein van de stad geworden. De eerste decennia van de twintigste eeuw waren echter ook een politiek onrustige tijd die tot einde kwam met een militaire staatsgreep in 1925. Spoedig was António Salazar de machtigste man in het land. Deze dictator voerde een beleid om zoveel mogelijk invloeden vanuit het buitenland uit te bannen. Als gevolg daarvan stagneerde de modernisatie terwijl de economie steeds zwaarder onder druk kwam door de koloniale oorlogen die werden gevoerd. Aan het dictatoriale bewind kwam een einde met de Anjerrevolutie in 1974. Net als in de rest van het land was in en rond Porto de infrastructuur grotendeels verouderd en versleten. Met de toetreding tot de Europese Unie in 1986 kwam een inhaalslag op gang. Ook Porto maakte een versnelde modernisering door. Nieuwe wegen en bruggen werden gebouwd, er werd een sneltramsysteem gebouwd en tal van straten werden een voor een opgeknapt.

### Naam
Porto wordt soms ook wel Oporto genoemd, want in het Portugees wordt de naam van de stad met een bepaald lidwoord gespeld (" o Porto "; Engels: de haven). Bijgevolg is de Engelse naam geëvolueerd uit een verkeerde interpretatie van de mondelinge uitspraak en wordt deze in de moderne literatuur en door veel sprekers aangeduid als Oporto.

## Bezienswaardigheden
- Het historisch centrum, dit staat vanaf 1996 op de werelderfgoedlijst.
- Ribeira. De oude wijk aan de rivieroever.
- De Maria Pia-brug, ontworpen door Théophile Seyrig en gebouwd door G. Eiffel & Cie
- De Luis I-brug, een zusterbrug van de Maria Pia-brug, ontworpen door Théophile Seyrig en gebouwd door de Ateliers de Construction de Willebroeck.
- De Torre dos Clérigos, de hoogste kerktoren in het centrum behorende bij de Igreja dos Clérigos. De toren kan beklommen worden, bij helder weer is er een goed uitzicht
- Jardins do Palácio de Cristal, een park met hoogteverschillen en zeer veel doorkijkjes naar de rivier de Douro
- Avenida dos Aliados en het uit de eerste helft van de 20e eeuw stammende stadhuis
- Palácio da Bolsa; het oude beursgebouw, met name de Arabische zaal
- Casa da Música is een concertgebouw dat gebouwd is naar aanleiding van de titel Culturele hoofdstad van Europa die de stad in 2001 samen met Rotterdam droeg. Het gebouw was pas in 2005 gereed voor gebruik en is ontworpen door de Nederlander Rem Koolhaas.
- Station São Bento stationshal, vooral het tegelwerk met afbeeldingen uit de geschiedenis van de stad en over de geschiedenis van het transport
- Café Majestic, in de rua de Santa Catarina, met het interieur nog in originele staat (1921)
- Igreja de São Francisco; kerk met als museum ingerichte schatkamer en een grafkelder
- Boekhandel Lello e Irmão; een boekhandel met een bijzondere gevel, een plafond van gebrandschilderd glas en een opvallend vormgegeven trap.
- Sé, de kathedraal van de stad, hooggelegen boven de stad
- Mosteiro da Serra do Pilar, gelegen in Vila Nova de Gaia aan de overkant van de rivier de Douro met uitzicht op de stad Porto en het werelderfgoed.
- Castelo da Foz (Forte S. João Baptista), bij de riviermonding in de oceaan (Foz betekent riviermonding)
- Serralves. Park, villa en museum voor moderne kunst, het laatste is ontworpen door de architect Álvaro Siza.

## Verkeer en vervoer
De stadsbussen in Porto worden geëxploiteerd door stadsvervoerbedrijf STCP. Metro do Porto SA exploiteert sinds 2002 een gelijknamig sneltramnet.
De luchthaven Francisco Sá Carneiro ligt ongeveer 12 km buiten het centrum. Hij is rond 2004-2005 ingrijpend gemoderniseerd en uitgebreid. De luchthavencode is OPO.
Porto heeft drie treinstations. Midden in het centrum is Station São Bento, in het oosten van de stad is het station Campanhã en in het noordoosten het station Contumil.

São Bento is het beginpunt voor de meeste treinen van de Linha do Douro (Dourospoorlijn) naar het oosten en de Linha do Minho (Minhospoorlijn) naar het noorden, alsmede de twee zijlijnen van de Linha do Minho naar Braga en Guimarães. Ook de voorstadstreinen naar Aveiro beginnen veelal in São Bento.

Campanhã is het belangrijkste station. Hier vertrekken de treinen van/naar Lissabon. Er is een snelle treinverbinding tussen Porto en Lissabon door middel van de Alfa Pendular, een variant op de Italiaanse Pendolino. Alle treinen van of naar São Bento doen ook Campanhã aan.

Contumil is stopplaats voor de voorstadstreinen richting Braga, Guimarães en de Linha do Douro. Bij Contumil is de onderhoudswerkplaats en het opstelterrein voor treinen die in Porto beginnen/eindigen.

## Universiteiten en Hogescholen

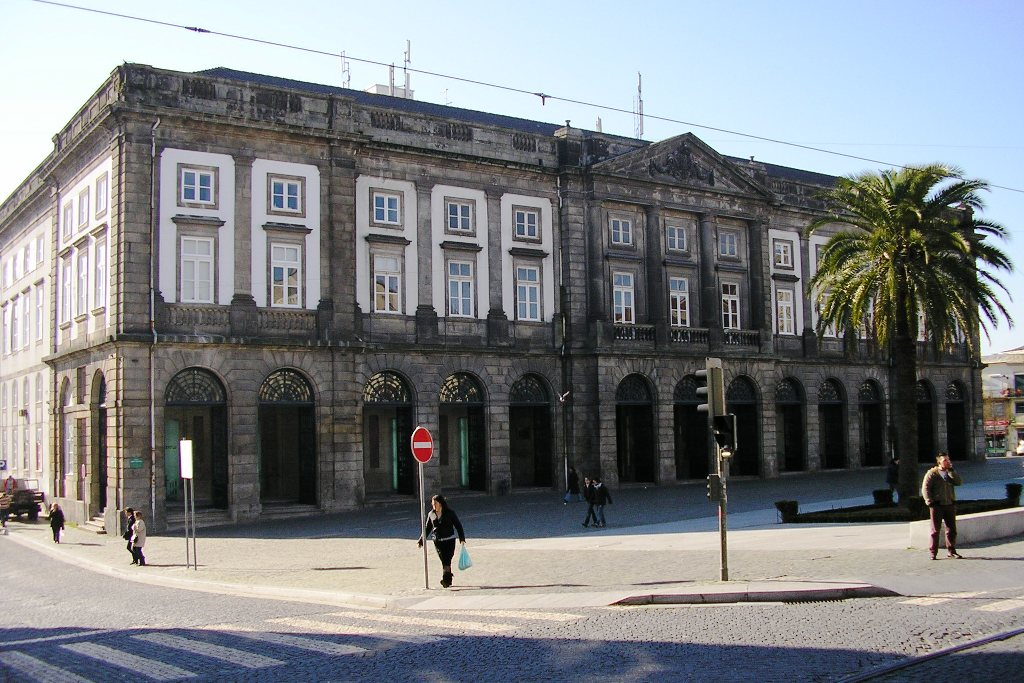
Universiteit van Porto, hoofdgebouw op Carmo

Porto heeft een aantal universiteiten en hogescholen waarvan de Universidade do Porto de grootste is. Het grote aantal onderwijsinstellingen zorgt er ook voor dat er een rijk studentenleven is. Jaarlijks is in de eerste week van mei het grootste studentenfeest van Portugal, en een van de grootste ter wereld: de Queima das Fitas. Dit feest duurt een week en wordt georganiseerd wordt door de Federação Académica do Porto, een federatie van 27 studentenverenigingen met in totaal ongeveer 70.000 studenten.
- Universidade do Porto
- Universidade Lusíada do Porto
- Universidade Fernando Pessoa
- Universidade Portucalense Infante D. Henrique
- Universidade Lusófona do Porto
- Universidade Católica Portuguesa
- Porto Business School
- Instituto Politécnico do Porto
- Escola Superior Enfermagem do Porto (Hogeschool voor de Verpleegkunde van Porto)

## Freguesias van Porto

Freguesias in de gemeente Porto

Tot 2013 kende Porto de volgende 15 freguesias (deelgemeentes): 
Aldoar,
Bonfim,
Campanhã,
Cedofeita,
Foz do Douro,
Lordelo do Ouro,
Massarelos,
Miragaia,
Nevogilde,
Paranhos,
Ramalde,
Santo Ildefonso,
São Nicolau,
Sé,
en Vitória.
In 2013 werd het aantal freguesias teruggebracht to zeven door de elf kleinere samen te voegen tot drie nieuwe freguesias:
- Aldoar, Foz do Douro e Nevogilde
- Cedofeita, Santo Ildefonso, Sé, Miragaia, São Nicolau e Vitória
- Lordelo do Ouro e Massarelos

Vooralsnog zijn geen nieuwe, kortere namen aan deze nieuwe freguesias gegeven. De vier grootste freguesias bleven als zodanig bestaan:
- Bonfim
- Campanhã
- Paranhos
- Ramalde

## Moderne architectuur

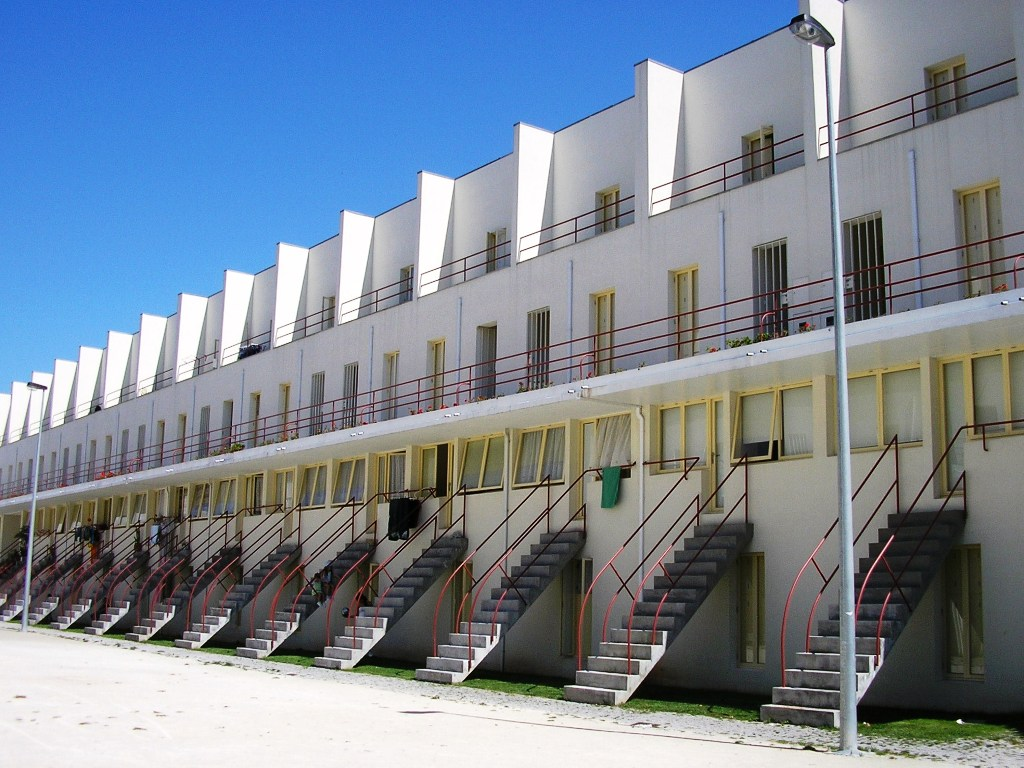
1975-1977: Casas sociais SAAL, Bouça II, Porto.

Porto bracht een aantal bekende architecten voort. De stad is een van de belangrijkste steden van Europa op het gebied van moderne architectuur. Dit is met name te danken aan de Portugese architecten Álvaro Siza, Eduardo Souto de Moura en Fernando Távora, die allen les gaven op de universiteit van Porto. Álvaro Siza ontwierp zelf het faculteitsgebouw. De school voor architectuur van Porto staat bekend als een innovatieve school, maar met veel respect voor context en traditie.
Voorbeelden van moderne architectuur in Porto:
- Museum Serralves, Álvaro Siza.
- Faculteit bouwkunde van de universiteit van Porto, Álvaro Siza.
- Casa das Artes, Eduardo Souto de Moura.
- Sociaal woningbouwproject Bouça, Álvaro Siza.
- Cinema Batalha, Arthur Andrade.
- Trindade metrostation, Eduardo Souto de Moura.
- Casa da Música, Rem Koolhaas.

In het nabijgelegen Leça da Palmeira, deel van de gemeente Matosinhos, staan aan het strand twee bouwwerken van Álvaro Siza: het theehuis van Boa Nova (Casa de Chá da Boa Nova) en de zwembaden aan zee van Leça da Palmeira (Piscinas de Marés de Leça da Palmeira).

## Voetbal
Porto is de thuisstad van twee van de historisch gezien grootste voetbalclubs van Portugal. FC Porto werd in 2018 voor de achtentwintigste keer kampioen van Portugal, en won in 1987 de Europacup 1 (2-1 tegen Bayern München), de Europese Super Beker (0-1 en 1-0 tegen Ajax), Wereldbeker voor Clubs (2-1 tegen Peñerol, Uruguay), in 2003 de UEFA Cup (3-2 tegen Celtic), en in 2004 de UEFA Champions League (3-0 tegen AS Monaco) en de Wereldbeker voor Clubs (0-0 wns tegen Once Caldes, Colombia). Boavista werd driemaal tweede en won vijf Portugese bekers. In 2003 bereikte het de halve finale van de UEFA-cup.
In Porto bevindt zich het Estádio do Dragão (Stadion van de Draak), geopend in 2003, met een capaciteit van iets meer dan 52.000 toeschouwers. Het was een van de stadions van het EK Voetbal 2004, toen er onder meer de halve finale tussen Griekenland en Tsjechië werd gespeeld. Het is het thuisstadion van FC Porto. Het stadion werd in 2021 gebruikt voor de finale van de Champions League. Stadgenoot Boavista speelt in het Estádio do Bessa, eveneens een stadion van het EK 2004, dat bijna 30.000 toeschouwers kan huisvesten.

## Klimaat
Porto heeft een mediterraan klimaat. In het noordelijk deel van Portugal, waarin Porto ligt, is het minder warm en valt er meer regen dan in de zuidelijke helft van het land.
| Maand                         | jan  | feb  | mrt  | apr  | mei  | jun  | jul  | aug  | sep  | okt  | nov  | dec  | Jaar  |
| ----------------------------- | ---- | ---- | ---- | ---- | ---- | ---- | ---- | ---- | ---- | ---- | ---- | ---- | ----- |
| Gemiddeld maximum (°C)        | 13,4 | 14,3 | 15,8 | 17,6 | 19,1 | 22,2 | 24,0 | 24,1 | 23,0 | 20,5 | 16,2 | 14,3 | 18,6  |
| Gemiddeld minimum (°C)        | 5,7  | 6,0  | 7,8  | 9,0  | 11,2 | 13,7 | 14,8 | 14,7 | 14,0 | 11,6 | 8,3  | 6,1  | 10,2  |
|                               |      |      |      |      |      |      |      |      |      |      |      |      |       |
| Neerslag (mm)                 | 164  | 151  | 107  | 105  | 87   | 46   | 15   | 22   | 63   | 136  | 149  | 163  | 100,7 |
| Bron: Weer Porto - Worldmeteo |      |      |      |      |      |      |      |      |      |      |      |      |       |

## Partnersteden
Porto onderhoudt stedenbanden met, of is een partnerstad van, de volgende plaatsen:
| - Luik, België. - Bordeaux, Frankrijk. - Bristol, Engeland, Verenigd Koninkrijk. - Jena, Duitsland. | - Vigo, Galicië, Spanje. - Duruelo de la Sierra, Castilië en León, Spanje. - León, Castilië en León, Spanje. - Recife, Brazilië. | - Neves, Sao Tomé en Principe. - Beira, Mozambique. - Mindelo, Kaapverdië. - Luanda, Angola. | - Ndola, Zambia. - Nagasaki, Japan. - Shanghai, Volksrepubliek China. - Macau, Volksrepubliek China. |

## Bekende inwoners van Porto

### Geboren
- Hendrik de Zeevaarder (Dom Henrique o Navegador, 1394-1460), initiator en organisator van ontdekkingsreizen
- Miguel C. Meyrelles (1830-1909) componist, dirigent, arrangeur en musicus
- Manoel de Oliveira (1908-2015), filmregisseur
- Francisco Sá Carneiro (1934-1980), premier van Portugal (1980)
- Artur Jorge (1946-2024), voetbaltrainer
- Joaquim Moutinho (1951-2019), rallyrijder
- Eduardo Souto de Moura (1952), architect
- Miguel Sousa Tavares (1952), schrijver
- Mísia, artiestennaam van Susana Alfonso de Aguiar (1955-2024), zangeres
- Fernando Gomes (1956-2022), voetballer
- Rosa Mota (1958), langeafstandsloopster
- Jorge Costa (1971-2025), voetballer en voetbaltrainer
- Ricardo Sá Pinto (1972), voetballer en voetbaltrainer
- André Villas-Boas (1977), voetbalcoach
- Tiago Monteiro (1976), autocoureur
- Maria Mendes (1985), jazz-zangeres
- Cláudio Pereira (1987), voetbalscheidsrechter
- João Mário (1993), voetballer
- Tiago Ferreira (1993), voetballer
- Gonçalo Paciência (1994), voetballer
- Diogo Leite (1999), voetballer
- Rodrigo Mora (2007), voetballer